# Neom Bay repülőtér
A Neom Bay repülőtér (IATA: NUM, ICAO: OENN) repülőtér a Szaúd-arábiai Neomban. 48 kilométerre van a legközelebbi repülőtértől, ami a Sarm es-Sejk-i nemzetközi repülőtér. A város négy repülőterének egyike, amelyekből az egyik nemzetközi lesz. 2019 januárjában 130 utas szállt le a reptéren, az első érkező járaton, amit a Saudia légitársaság működtetett. A repülőtér a Neom Bay-ben helyezkedik el, Neom első felépített városrészében. A kifutó hossza 2630 méter. A repülőtér helyszíne három országot köt össze, Szaúd-Arábiát, Jordániát és Egyiptomot. Az első reptér a régióban, ami 5G szolgáltatást használ.

## Légitársaságok és célállomások
| Légitársaság | Célállomás                             |
| ------------ | -------------------------------------- |
| Saudia       | Dubaj, Dzsidda, London–Heathrow, Rijád |